# マリー・フォルテュネ・デスト＝モデーヌ
マリー・フォルテュネ・デスト＝モデーヌ（Marie Fortunée d'Este-Modène, 1731年11月24日 - 1803年9月21日）は、モデナ公女でコンティ公ルイ・フランソワ2世の妻。イタリア語名マリーア・フォルトゥナータ・デステ（Maria Fortunata d'Este）。

## 生涯
モデナ公フランチェスコ3世と妃シャルロット＝アグラエ・ドルレアンの四女として生まれた。敬虔で誠実な人柄に育ったが、容姿が美しいとは言えなかった。
1759年にミラノで、当時ラ・マルシュ伯だった母方の従弟ルイ・フランソワと政略結婚した。モデナ公は娘のために100万リーヴルもの持参金をつけた。同年5月、マリーは国王夫妻に謁見した。
マリーとルイ・フランソワが仲違いするのに時間はかからなかった。それというのも、ラ・マルシュ伯が愛人マリー・アンヌ・ヴェロネーゼ（マドモワゼル・コラリーヌの芸名でイタリア座の舞台に立っていた）との間に1761年に庶子をもうけたことを、妻に開き直って強引に存在を認めさせたからである。彼は1767年に、マリー・アンヌとの間の第2子をもうけた。このことが子供を産めないマリーとの夫婦生活に致命的な出来事となった。2人は1775年の終わりに合意の上別居し、1777年6月に正式に離婚した。
1802年、マリーはハプスブルク家のオーストリア＝エステ大公フェルディナント（マリーの姪にあたるマリーア・ベアトリーチェを妻としていた）に、ヴェネツィアの訪問会派修道院に入るつもりであることを告げた。彼女は同年10月19日に、同時に入門した3人の元売春婦らとともに修道院に落ち着いて暮らし始めた。1803年の8月から1ヶ月あまり肋膜炎にさいなまれた後、9月21日に亡くなり、修道院の礼拝堂内に埋葬された。